# Sonja Oberem
Sonja Oberem –nacida Sonja Krolik– (Rheydt, 24 de febrero de 1973) es una deportista alemana que compitió en atletismo y triatlón.
Ganó una medalla de bronce en el Campeonato Europeo de Atletismo de 2002, en la prueba de la maratón. En su carrera como triatleta obtuvo tres medallas en el Campeonato Europeo de Triatlón entre los años 1991 y 1994.

## Palmarés internacional
| Campeonato Europeo | Campeonato Europeo | Campeonato Europeo | Campeonato Europeo |
| Año                | Lugar              | Medalla            | Prueba             |
| ------------------ | ------------------ | ------------------ | ------------------ |
| 2002               | Múnich (Alemania)  | Medalla de bronce  | Maratón            |

| Campeonato Europeo | Campeonato Europeo   | Campeonato Europeo | Campeonato Europeo |
| Año                | Lugar                | Medalla            | Prueba             |
| ------------------ | -------------------- | ------------------ | ------------------ |
| 1991               | Ginebra (Suiza)      | Medalla de bronce  | Individual         |
| 1992               | Lommel (Bélgica)     | Medalla de oro     | Individual         |
| 1994               | Eichstätt (Alemania) | Medalla de oro     | Individual         |